# Cala Sant Vicent
Cala Sant Vicent, Cala Maians o sa Cala és una cala del municipi de Sant Joan de Labritja, a 10 km de la població i a 31 km de la ciutat d'Eivissa (la capital de l'illa, del mateix nom). Des dels promontoris propers es pot gaudir d'unes bones panoràmiques. Cala Sant Vicent és entre es Roig i Punta Grossa o Cap des Llamp, així com al costat de la urbanització homònima. A la seva rodalia cal destacar sa Cova d'es Culleram, santuari púnic en honor de la deessa Tanit (segle v aC), on s'ha localitzat una plaqueta rectangular de bronze amb text tardopúnic.
Aquest enorme entrant de mar en forma de rectangle finalitza en tocar terra ferma en un talús d'arena fina i torrada. La part posterior l'ocupen establiments turístics, una vall frondosa regada pel Torrent de sa Cala i una de les pinedes més extenses i més ben conservades d'Eivissa.
Aquest areny bell presenta un pendent escàs (a 30 metres de la vorera només cobreixen dos metres), una orientació cap al sud-est i una exposició als vents de l'est, sud-est i sud, d'embat fluix i bufant de mar a terra.
Les condicions marines i subaquàtiques són aptes per fondejar una embarcació sobre un fons sorrenc i a l'empara dels corrents eòlics del nord i oest. A la bocana es registra una profunditat de 18 metres i a 150 metres del litoral disminueix a set metres. Cal alertar el navegant d'unes roques que hi ha a 20 metres de la costa i a 1,2 metres de la superfície.
L'accés per carretera és senzill seguint la senyalització viària. El vehicle particular es podrà estacionar gratuïtament pels voltants. També s'hi pot arribar amb autobús. La parada més pròxima dista 50 metres d'aquesta platja.

## Característiques[3]
- Orientació: sud-est.
- Composició: arena fina natural extreta de bancs submarins.
- Fons marí: arena. Poca profunditat en suau progressió.